# Livingston Football Club 2009-2010

## Stagione
La stagione 2009-10 è stata la prima stagione del Livingston di ritorno in Third Division. Hanno anche gareggiato nella Challenge Cup, nella League Cup e nella Scottish Cup.

## Rosa
aggiornato al 21 marzo 2010
| N. |                             | Ruolo | Calciatore        |
| -- | --------------------------- | ----- | ----------------- |
|    | Scozia (bandiera)           | P     | Craig McDowell    |
|    | Scozia (bandiera)           | P     | Roddy McKenzie    |
|    | Irlanda del Nord (bandiera) | D     | Danny Griffin     |
|    | Scozia (bandiera)           | D     | Crhis Malone      |
|    | Scozia (bandiera)           | D     | Cameron MacDonald |
|    | Scozia (bandiera)           | D     | Paul Watson       |
|    | Scozia (bandiera)           | D     | Jonathan Brown    |
|    | Inghilterra (bandiera)      | D     | Jason Talbot      |
|    | Scozia (bandiera)           | C     | Liam Fox          |

| N. |                      | Ruolo | Calciatore       |
| -- | -------------------- | ----- | ---------------- |
|    | Scozia (bandiera)    | C     | Bobby Barr       |
|    | Sudafrica (bandiera) | C     | Keaghan Jacobs   |
|    | Scozia (bandiera)    | C     | Andrew Halliday  |
|    | Italia (bandiera)    | C     | Giovanni Gambino |
|    | Scozia (bandiera)    | C     | David Sinclair   |
|    | Sudafrica (bandiera) | C     | Kyle Jacobs      |
|    | Scozia (bandiera)    | C     | Steve Tosh       |
|    | Scozia (bandiera)    | A     | Jim Hamilton     |
|    | Scozia (bandiera)    | A     | Robbie Winters   |
|    | Italia (bandiera)    | A     | Raffaele De Vita |